# Øyvind Ougaard
Øyvind Ougaard (født 21. marts 1957) er en dansk pladeproducer, skuespiller, komiker, musiker og entertainer. 
Ougaard er nok mest kendt for sin deltagelse i børne-tv og som kapelmester for duoen Monrad & Rislund.
Udover sine optrædener i TV og på scenen, så er Ougaard en hyppigt anvendt studiemusiker og han har medvirket på over 400 plade- og CD-indspilninger.

## Filmografi

### Film
- 2006 Små mirakler og store
- 2001 En kærlighedshistorie

### Tv
- 2008 Løgnhalsen
- 1999 Ved Stillebækken
- 1984 Ude på noget